# Klila
Le klila est un produit fromager traditionnel originaire du Sud de l'Algérie,, de la région algérienne du Tell, et du Maroc, dans les régions du Rif, de Tanger, de Tétouan et d'Oujda obtenu après un processus de solidification du lait caillé.

## Description
Le klila est un fromage frais ou extra-dur (granulés à 7,0-9,1 % d’eau) obtenu en desséchant du caillé de lait de vache, de brebis, ou de mélange par chauffage, découpage et exposition au soleil.
La composition chimique du klila varie considérablement entre les différentes régions, et surtout en ce qui concerne la composition en matière grasse. Vu sa teneur élevée en protéines et sa teneur en eau très basse, le klila peut être considéré comme un fromage extra dur. Il est consommé frais ou sec. Les morceaux de klila déshydratés présentent un aspect granulaire dont la forme des particules est irrégulière. La taille est très variable, allant de quelques millimètres à plusieurs centimètres. Le klila est proche du paneer, un fromage indien traditionnel produit par le chauffage du lait acidulé du buffle.

## Procédé de fabrication
En 1855, Duval écrit : le klila est le produit obtenu après caillage du lait ; le caillé est ensuite pressé légèrement. Ce fromage était consommé frais ou sec et faisait l’objet de commerce au Sahara. Les tribus nomades le vendaient ou le troquaient sur les marchés de la région du Tell. Le klila est un fromage durci obtenu en déshydratant complètement le caillé obtenu après chauffage modéré du lait acidulé. Le lait caillé est baratté pour obtenir une boisson acide : le Lben, qui subit un traitement thermique modéré pour obtenir le klila frais.

## Conservation
Le klila est conservé généralement dans des bocaux en verre ou dans des sacs en tulle préparés spécialement pour cet usage. Dans les zones rurales, les femmes le conservent dans des sacs en peau de chèvre appelés mezwed.